# Daniel Espichán
Daniel Humberto Espichán Tumay (Chilca, 21 de julio de 1938) es un abogado, catedrático universitario, exprocurador y político peruano. Miembro del fujimorismo, fue congresista de la república durante el periodo 1995-2000.

## Biografía
Daniel Espichán nació en el distrito de Chilca ubicado en la provincia de Cañete del departamento de Lima, el 21 de julio de 1938. Fue hijo de Carlos Espichán y de Teodora Tumay.
Realizó sus estudios escolares en la Gran Unidad Emblemática Alfonso Ugarte y es abogado egresado de la Universidad Nacional Federico Villarreal.
Fue catedrático de la Universidad Nacional Mayor de San Marcos y dirigente deportivo, como miembro de la Comisión de Justicia de la Asociación Deportiva Profesional de Fútbol y delegado del Defensor Lima.

## Trayectoria
Laboró en el Quinto Juzgado de Instrucción del Poder Judicial del Perú. Al ingresar a la Procuraduría General del Estado estuvo a cargo de los delitos de drogas. Espichán alcanzó notoriedad como procurador público para casos de terrorismo, cargo que desempeñó desde 1980 hasta 1994. Fue en el año 1992 que se acercó al gobierno de Alberto Fujimori con quien colaboró en temas de terrorismo.
En el año 1995 Espichán incursiona en la política como miembro del fujimorismo, siendo luego candidato al Congreso de la República por Cambio 90 - Nueva Mayoría y terminó siendo elegido como congresista con 21,789 votos para el periodo parlamentario 1995-2000.
Como congresista fue presidente de las Comisiones de Derechos Humanos, contra el Abuso a la Autoridad y de Acusaciones Constitucionales. Asimismo fue miembro de las Comisiones de Fiscalización y de Justicia. Espichán fue uno de los máximos defensores del régimen de Alberto Fujimori, llegando hasta el punto de minimizar los delitos del gobierno contra los Derechos Humanos pese a las evidencias.
Al finalizar su gestión, Espichán intentó ser reelegido como congresista en las elecciones del año 2000. Sin embargo, no tuvo éxito.
En el año 2010 reapareció como expositor de Fuerza 2011, partido político de Keiko Fujimori al cual Espichán mostró su apoyo para la candidatura presidencial en las elecciones generales del año 2011.

## Controversias

### Vínculos con Montesinos
En abril de 1998, Daniel Espichán junto con los demás congresistas de Cambio 90 - Nueva Mayoría acudieron al Servicio de Inteligencia Nacional para conversar con Vladimiro Montesinos, quien estaba acompañado del entonces primer ministro Alberto Pandolfi. En dicha reunión se discutía acerca de la segunda reelección presidencial de Alberto Fujimori para las elecciones del año 2000 y la permanencia de Blanca Nélida Colán en el Ministerio Público. Asimismo, Montesinos enseñaba a los congresistas fujimoristas acerca del control político de las instituciones del estado. Dicha reunión luego fue expuesta mediante un “Vladivideo” filmada por el mismo Montesinos en el SIN y luego en el año 2001 fue Espichán fue denununciado junto con otros excongresistas fujimoristas por el delito de asociación ilícita para delinquir y corrupción pasiva de funcionarios en agravio del Estado. En agosto del 2001 acudió al Congreso para defenderse de la acusación constitucional y finalmente fue denunciando por el Ministerio Público.

### Insultos
En el año 1997, Espichán fue golpeado por el congresista Javier Diez Canseco. Esto fue debido a que Espichán realizó insultos contra Diez Canseco por su oposición al régimen fujimorista.